# Trumpler (cràter)
|  | No s'ha de confondre amb el cràter marcià Trumpler (cràter marcià). |

Trumpler és un cràter d'impacte pertanyent a la cara oculta de la Lluna. Es troba just al sud del cràter Nušl i al nord-oest de Freundlich. Al sud-oest està el cràter fortament marcat per nombrosos impactes Tikhomirov.

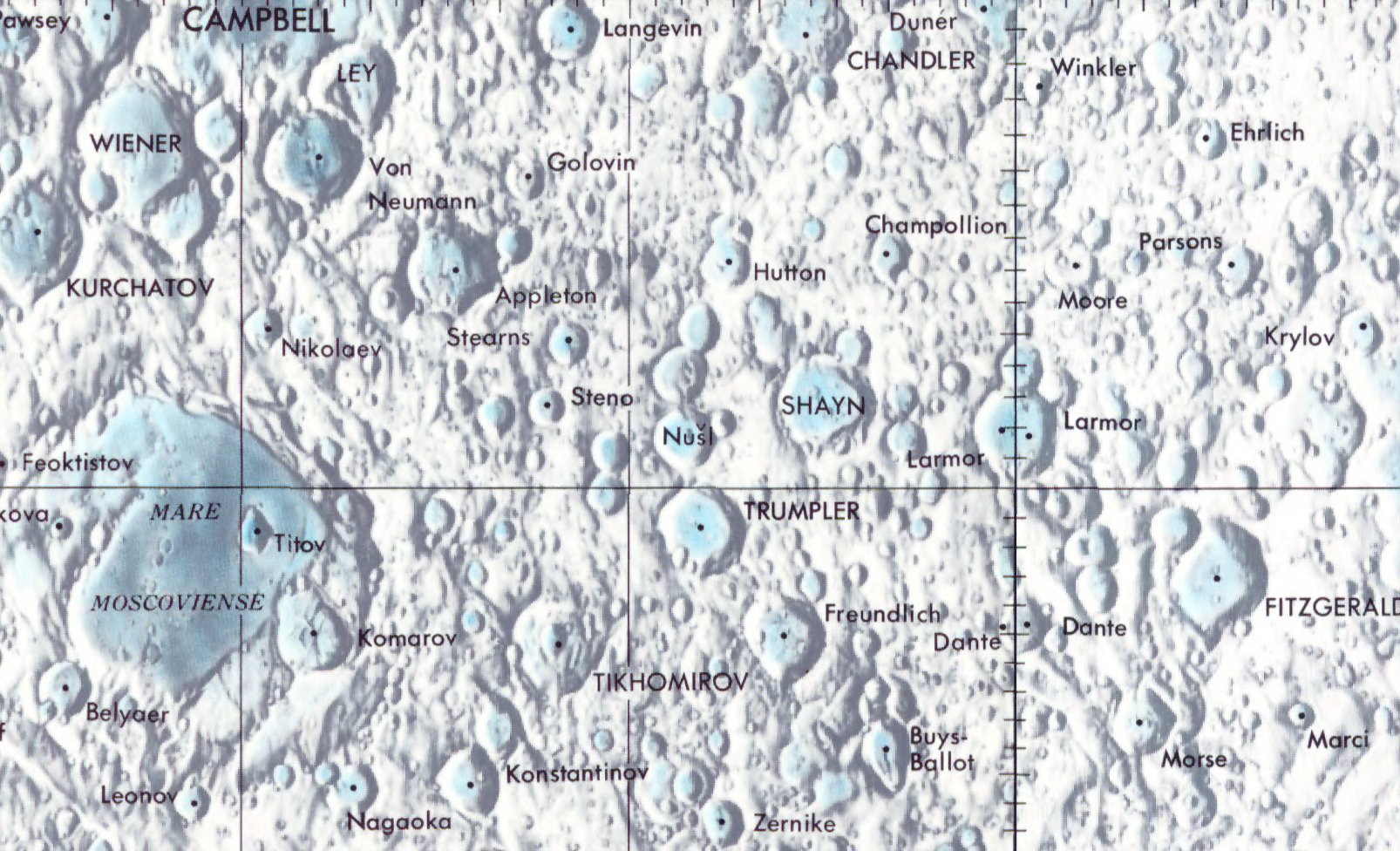
Localització de Trumpler (sota el centre de la imatge)

Est és un vell cràter erosionat amb una vora exterior que ha estat danyada per impactes posteriors, especialment en la secció sud-oest. El perfil de la vora s'ha desgastat fins al punt que ara resta indefinit i forma una cresta irregular en la superfície. Una cadena curta de petits impactes s'estén des de prop del punt central del cràter fins a just fora de la vora oriental. El costat sud del sòl interior mostra menys impactes que la meitat nord. És anometat així per l'astrònom suís-nord-americà Robert Julius Trumpler (1886-1956).

## Cràters satèl·lit
Per convenció aquests elements són identificats en els mapes lunars posant la lletra en el costat del punt central del cràter que està més proper a Trumpler.
|          | \| Trumpler \| Coordenades \| Diàmetre \| \| -------- \| -------------------------------------- \| -------- \| \| V \| 29° 48′ N, 164° 00′ E / 29.8°N,164.0°E \| 36 km \| |          |
| Trumpler | Coordenades | Diàmetre |
| V        | 29° 48′ N, 164° 00′ E / 29.8°N,164.0°E | 36 km    |